# Phillip Champion
Phillip „Hot Sauce“ Champion  (* 16. Juni 1976 in Orlando, Florida) ist ein US-amerikanischer Streetballspieler. Er hat eine Körpergröße von 1,86 m und wiegt 73 kg. Seine Heimatstadt ist Columbus (Georgia). Er spielt seit 2006 für die College Park Spyders in der ABA.